# Sweet Home Alabama
"Sweet Home Alabama" là bài hát của ban nhạc Southern rock Lynyrd Skynyrd xuất hiện lần đầu tiên vào năm 1974 trong album thứ hai của họ, Second Helping.
Nó đạt vị trí thứ 8 trên bảng xếp hạng Mỹ năm 1974 và là single hit thứ hai của ban nhạc . Bài hát được viết để trả lời bài "Southern Man" và "Alabama" của Neil Young, mà viết trong những bài hát của mình về tệ nạn nô lệ ở Mỹ và vấn đề phân chia chủng tộc của các tiểu bang miền Nam. Lynyrd Skynyrd muốn ca tụng các khía cạnh đẹp của các bang miền Nam và chống trả lại mô tả của Young.

## Tranh cãi
"Sweet Home Alabama" được viết để trả lời cho hai bài hát, "Southern Man" và "Alabama" của Neil Young, đề cập đến chủ đề phân biệt chủng tộc và chế độ nô lệ ở miền Nam nước Mỹ. "Chúng tôi nghĩ rằng, Neil đã bắn tất cả các con vịt để giết một hoặc hai", Ronnie Van Zant nói vào thời điểm đó  Đoạn sau đây cho thấy Neil Young được đề cập đến trong bài hát:
Well, I heard Mister Young sing about her
Well, I heard ol' Neil put her down
Well, I hope Neil Young will remember
A Southern man don't need him around anyhow
Trong cuốn tự truyện năm 2012 Waging Heavy Peace, Young bình luận về vai trò của anh đưa đến việc sáng tác bài hát này, "bài hát của tôi 'Alabama' xứng đáng bị tấn công bởi bài thu âm tuyệt vời của Lynyrd Skynyrd. Chính tôi không thích những lời tôi viết khi tôi lắng nghe nó. - Chúng là những lời cáo buộc và xem thường người khác, không được nghĩ ra thiệt chính chắn, và quá dễ dàng để bị hiểu lầm ".